# Вирджински алгонкини
Под Вирджински алгонкини или по-известни като Индианци Поухатан са групирани алгонкинско говорещите племена живеещи в крайбрежната зона на Вирджиния. Западната граница на индианците Поухатан достига до платото Пиедмонд, където живеят враговете им от различните сиукски племена. Северна граница на територията е река Потомак, а южната граница достига до Дисмал Суомп на границата със Северна Каролина.

## Култура
Вирджинските алгонкини се препитават главно с лов, риболов, събирането на диви растителни храни и земеделие. Мъжете се занимават с лова, воюват, изработват оръжия и инструменти, строят домове и правят канута. Жените се грижат за нивите и домакинството, шият дрехи, изработват различни видове кошници и керамични съдове. Обичат да боядисват телата си и да носят украшения от кости, мъниста, пера и перли. Децата обикновено ходят голи и от най-ранна възраст се учат да издържат на болка и студ.
По отношение на материалния и социалния им живот, Вирджинските алгонкини са силно повлияни от Югоизточните племена и ако не беше известно, че говорят Алгонкински езици щяха да бъдат класифицирани към културата на Югоизтока, а не към Източните алгонкини. Културните различия обособяват тяхната територия в отделна субкултурна зона на Атлантическото крайбрежие на Североизтока. Влиянието от Югоизтока се отразява на почти всички Алгонкински племена, чак до южна Нова Англия. Чрез Вирджинските алгонкини на север е разпространено земеделието, някои изкуства като кошничарството, тъкането на растителни влакна, производството на керамика и мънистата от черупки, шаманските общества, строителството на могили и груповите погребения, както и най-важният Празник на царевицата. В казаното дотук може да се добави още и развитието на автократична власт поверена в ръцете на наследствени вождове.
Най-малката социална единица е отделното домакинство, състоящо се от 6 до 20 души. Не е известно наличието на по-големи роднински групи. Няколко домакинства живеят в едно село, разположено обикновено на някоя река. В едно село има между 2 и 100 варелоподобни вигвама покрити с кора. Всяко племе има едно или повече села обградени с ограда и ръководени от вожд (вероансе) и помощници. Позицията на главния вожд се наследява по майчина линия. Във всяко село има най-малко един шаман и храм. Шаманите и заклинателите са свети мъже. Вождовете имат свои собствени храмове.

## История
Днес от многобройните исторически, археологически и етнологически проучвания става ясно, че Вирджинските алгонкини имат някои културни прилики с нантикоките и коной и по-далечни прилики с делаварите. Някои от тези прилики като практиката да се почистват костите на мъртвите вождове и да се полагат в специална постройка, гробищата-костници, както и черепната деформация, идолните церемонии, предполагат че в миналото Вирджинските Алгонкини са едно цяло с шоуните, делаварите и нантикоките, но се отделят от тях и се заселват в крайбрежната зона на Вирджиния. Това става някъде около 1300 г. Тук, изложени на постоянното влияние от Югоизточните народи те бързо трансформират културата си. През 1525 г. срещат и първите европейски изследователи, дошли да картографират региона и културата им отново започва да търпи промени. През 1570 г. малка група испански йезуити основава мисия при устието на река Йорк, но година по-късно тя е изоставена. През 1584 г. англичаните основават колония на Роанок, а през 1588 г. идват отново испанците. Всички тези ранни колонии обаче просъществуват кратко време. Когато през 1607 г. англичаните основават Джеймстаун, Поухатан е върховен вожд на всички племена по реките Йорк, Джеймс и Паянкатанк (без Чикахомините). Англичаните заварват един добре организиран съюз, разполагащ с няколко хиляди войни. Поухатан обаче вярва, че новата колония няма да оцелее по-дълго от предишните и не предприема нищо, а наблюдава отдалеч развитието и. Той не се съмнява, че ако поиска ще я унищожи за миг. Колонията обаче не само оцелява, но става по-голяма и следователно по-силна и вече е невъзможно да бъде унищожена. Това колебание по-рано на Поухатан да сложи край на колонията още в началото, в крайна сметка се оказва пагубно за всички Вирджински индианци. За кратко време от болестите и непрестанните войни от около 20 000 хиляди алгонкини остават само малцина. Днес в крайбрежната зона на Вирджиния живеят около 2000 потомци на алгонкинските племена, но те са предимно със смесена кръв и не са признати от Федералното правителство като суверенни индиански нации.

## Исторически алгонкински племена на Вирджиния
- Апоматук (апоматок, апаматеко, апоматик) – в долната част на река Апоматок в югоизточна Вирджиния. При първата им среща с белите през 1607 г. са около 400 души. Между 1610 г. и 1646 г. вирджинците на няколко пъти унищожават селата им. През 1669 г. наброяват 150 души, а през 1705 г. остават общо 7 семейства. Племето изчезва официално от 1722 г.
- Арохатек (арохатеко, арахатеак, арсатек, ирохаток) – от източната страна на Джеймс,10 мили под водопадите в Енрико. Според Смит имат между 30 и 60 войни.
- Кантаункак (кандаунгак)
- Катачиптико (качиптако, катачипико, чепико)
- Чесапеак (чесапекок, чесепиок, чесепиан, чесапийк) – по река Елизабет в днешните Вирджински окръзи Норфолк, Портсмут, Чесапийк, Принцес Анн и Вирджиния Бийч. Имат три села – Скикоак, Апасус и Чесепиок. Според някои историци племето е унищожено от Поухатан още преди идването на белите. Според Смит имат 100 войни през 1607 г.
- Капосепок (купкипкок)
- Куттатоуомен (коротомен) – от северозападната страна на река Рапаханок в окръг Кинг Джордж близо до Попкасъл Торн. Според Смит имат 20 войни през 1607 г.
- Кискиак (ческаик, чешеак, ческиак, чисиак, чискиак) – от южната страна на река Йорк. От всичките племена на Конфедерацията Поухатан, те са най-враждебно настроени към белите. От 1627 г. се изместват на запад и от 1629 г. англичаните заемат селото им. През 1649 г. се установяват на река Пианкатанк, където получават по-късно резерват от 20 кв. км. През 1651 г. се сдобиват с още 20 кв. км. земя. През 1669 г. имат 15 войни, а след 1676 г. вече не се споменава нищо за тях.
- Матчотик (мачоатик, оноуманиент) – на западната страна на Номини Бей в окръг Уестморланд. Според Смит имат 100 войни през 1607 г.
- Менапакунт (менапакумтер, муммапакуне) – на река Йорк.
- Моратико (моратикунд, моротакум, мородтакунд) – по река Рапаханок, в околностите на Моратико Крийк в окръзите Ланкастър и Ричмънд. През 1608 г. Джон Смит посредничи в мирните преговори между тях и рапаханок. Имат 80 войни през 1607 г. според Смит. Известни и като „Тотас Чиис и Тотускиис“.
- Нансатико (нантангтакунд, нансиатико, нантогтакум, нантзатакунд, нанзатико, нонкотеко, нонсоуатаконд) – на река Рапаханок, под племето рапаханок, в днешните окръзи Каролайн и Кинг Джордж. Имат 150 войни според Смит през 1607 г. През 1705 г. единствените живи 49 души от племето са депортирани на Антилските острови.
- Опископанг
- Орапак
- Памарек (памакерой, памункорой)
- Параконоско (бараконос)
- Паспахег (паспсиуок, паспахейян) – в района на Джеймстаун в окръзите Чарлс и Джеймс.
- Паянкатанк (пианкатанк) – на Пианкатанк, Ривърпод, Скъгинс Крийк. Според Смит през 1612 г. имат 40 войни, а през 1624 г. 50 – 60 войни.
- Писсасек – в околностите на Лиидстаун в окръзите Кинг Джордж и Ричмънд.
- Потаунк (потаункак)
- Потчайик (поакиакс, похикс, почаикс)
- Куакоханок (очаханок, куакохоуан) – в окръг Съри. Според Смит имат между 25 и 60 войни през 1607 г.
- Куюгкоханок (коякаханоук, куйокоханок, рапахана, тапахана, тапаханок) – имат 25 войни през 1607 г. (Смит).
- Секакауони (сококауони, секоуон, чикакони, яокомоко) – на Суан Ривър в окръг Нортъмбърланд. Според Смит имат 30 войни през 1607 г.
- Шамапент (шамапа)
- Уараскояк (уараскуок, уарискоянс, уероскоик, орискаек, опасианс) – в три села на Пиеган Пойнт, Бъруел Бей и в днешен Смитфилд. След 1622 г. са прогонени от селата им и се смесват с околните племена.
- Уейянок (уайноак, уинаук, уянокс, уинаг) – на полуостров Уейяноки и по река Джеймс в окръг Чарлс на границата със Северна Каролин, и наброяват около 500 души през 1608 г. След 1646 г. постепенно се смесват с другото население в областта. През 1650 г. колонията Вирджиния им дава резерват в горната част на Блекуотър. От 18 век се смесват с натоуей и приемат техния език.
- Югтанунд (ягтонуин, яутанун, йоктанунд) – в горната част на река Памунки. Имат 50 – 60 войни (Смит 1607 г.).
- Уероуокомоко – на Пуритан Бей в окръг Глостър. Според Смит имат 40 войни през 1607 г.
- Поухатан (поетан) – на източния бряг на Джеймс близо до Ричмънд в окръг Енрико. Според Смит имат 40 – 50 войни.
- Нансемонд (нандсамунд, натамонг, трипаникс, нансимум) – около река Нансемонд в окръг Нансемонд.
- Матапони (матапол, матапаниент) – по поречието на река Матапони.
- Рапаханок (тапоханок) – в няколко села по река Рапаханок в окръг Ричмънд.
- Памунки (памоунк, памеункок) – през 1607 г. наброяват около 1000 души и живят в крайбрежната зона около река Джеймс.
- Патоуомек (потомак, патаромерке, потоуомек) – в крайбрежната зона на Вирджиния, около река Потомак и притоците и в окръзите Стафорд и Кинг Джордж.
- Чикахомини (чечохоминасе, чекахамания, чиконамиан) – на река Чикахомини – от устието и близо до Джеймстаун, до днешния окръг Ню Кент.[1]

## Вирджинските алгонкини в началото на 21 век
От многобройните алгонкински племена на Вирджиния, до началото на 21 век оцеляват малцина. Те са организирани в няколко племенни образувания, които в края на 20 век получават признаване от щата Вирджиния, Единствено племето памунки получава и федерално признаване през 2015 г.
- Чикахомини – призното от щата през 1983 г.
- Източни чикахомини – също признати от щата през 1983 г.
- Матапони – признати от щата през 1983 г.
- Нансемонд – организирани като Нансемонд индианска племенна асоциация. Признати от щата през 2010 г.
- Памунки – единственото племе във Вирджиния, което освен щатско признаване получава и федерално през 2015 г.
- Патоуомек – получава щатско признаване през 2010 г.
- Рапаханок – организирани като Обединеното племе рапаханок. Получават признаване от щата през 1983 г.
- Горни матапони – организирани като Горни матапони индианска племенна асоциация. Получават щатско признаване през 1983 г.